# El hijo (película de 2002)
Por el relato homónimo de Horacio Quiroga, véase El hijo (cuento).
El hijo (en francés Le fils) es una película de 2002 dirigida por los hermanos Dardenne. El actor Olivier Gourmet recibió el Premio al mejor actor en el Festival de Cannes 2002 por su interpretación de Olivier.

## Sinopsis
Olivier (Olivier Gourmet), un carpintero que trabaja en un centro de reinserción social, acepta como aprendiz a Francis Thorion, el asesino de su hijo, quien no sabe quién es Olivier ni el tipo de relación que los une. Atormentado por la pérdida de su hijo y por la separación de su esposa, Olivier desarrolla una obsesión con Francis. Revisa su casa, roba sus llaves y registra su apartamento. Para Francis, Olivier es una figura de sustitución. Con esto en mente, Olivier está dividido entre el odio hacia el asesino de su hijo y la ambigüedad moral al aceptar a este joven con un hogar roto y un pasado lleno de desilusiones.

## Reparto
- Olivier Gourmet como Olivier.
- Morgan Marinne como Francis Thorion.
- Isabella Soupart como Magali.
- Nassim Hassaïni como Omar.
- Kevin Leroy como Raoul.
- Félicien Pitsaer como Steve.
- Rémy Renaud como Philippo.
- Annette Closset como el director.
- Fabian Marnette como Rino.
- Jimmy Deloof como Dany.
- Anne Gerard como la madre de Dany.

## Recepción

### Crítica
El Hijo recibió críticas en su mayoría positivas de críticos de cine. El sitio web de agregación de revisiones Rotten Tomatoes le otorga un índice de aprobación del 88%, basado en 57 comentarios, con un puntaje promedio de 7.7 / 10. El consenso del sitio dice: "Austero, finamente elaborado y convincente". En Metacritic, que asigna una calificación normalizada de 100 a las críticas de los críticos principales, la película recibió una puntuación promedio de 86, basada en 18 críticas, lo que indica "aclamación universal".

### Reconocimiento
| Premio de entrega                               | Dato de la ceremonia | Categoría                                      | Nominado/a                          | Resultado |
| ----------------------------------------------- | -------------------- | ---------------------------------------------- | ----------------------------------- | --------- |
| Cannes Film Festival                            | Año 2002             | Palma de Oro                                   | Luc Dardenne & Jean-Pierre Dardenne | Nominados |
| Cannes Film Festival                            | Año 2002             | Mejor Actor                                    | Olivier Gourmet                     | Ganador   |
| Cannes Film Festival                            | Año 2002             | Premio del Jurado Ecuménico - Mención especial | Luc Dardenne & Jean-Pierre Dardenne | Ganadores |
| Premios del cine europeo                        | Año 2002             | Mejor Director Europeo                         | Luc Dardenne & Jean-Pierre Dardenne | Nominados |
| Premios del cine europeo                        | Año 2002             | Mejor Actor Europeo                            | Olivier Gourmet                     | Nominado  |
| Premios César                                   | Año 2003             | Mejor Actor de Revelación                      | Morgan Marinne                      | Nominado  |
| Premios Joseph Plateau                          | Año 2002             | Mejor Película                                 | Luc Dardenne & Jean-Pierre Dardenne | Ganadores |
| Premios Joseph Plateau                          | Año 2002             | Mejor Actor                                    | Olivier Gourmet                     | Ganador   |
| Premios Joseph Plateau                          | Año 2002             | Mejor Dirección                                | Luc Dardenne & Jean-Pierre Dardenne | Ganadores |
| Premios Joseph Plateau                          | Año 2002             | Mejor Guion                                    | Luc Dardenne & Jean-Pierre Dardenne | Nominados |
| Premios Lumières                                | Año 2003             | Mejor Película Francófona                      | Luc Dardenne & Jean-Pierre Dardenne | Ganadores |
| Premio del Círculo de Críticos de San Francisco | Año 2003             | Mejor Película de Habla no Inglesa             | Luc Dardenne & Jean-Pierre Dardenne | Ganadores |
| Gremio ruso de críticos de cine                 | Año 2003             | Mejor Actor extranjero                         | Olivier Gourmet                     | Nominado  |